# アルベルト・カジミール・フォン・ザクセン＝テシェン
アルベルト・カジミール・フォン・ザクセン＝テシェン（Albert Kasimir von Sachsen-Teschen, 1738年7月11日 - 1822年2月10日）は、ドイツ・オーストリアの美術品の収集家、保護者。ウィーンの美術館アルベルティーナの創始者として知られる。また、オーストリア領ネーデルラントの総督も務めた（1780年 - 1793年）。全名はアルベルト・カジミール・アウグスト・イグナツ・ピウス・フランツ・クサーヴァー（Albert Kasimir August Ignaz Pius Franz Xaver）。

## 生涯
父はポーランド王（兼ザクセン選帝侯）アウグスト3世、母は神聖ローマ皇帝ヨーゼフ1世の娘マリア・ヨーゼファで、2人の間の六男として生まれる。何人もの兄がいて家督の相続は望めない身分だったが、母の従妹にあたるオーストリアの「女帝」マリア・テレジアの娘マリア・クリスティーナと恋仲になり、結婚を許された。マリア・クリスティーナが女帝のお気に入りの娘であったことから、莫大な持参金とテシェン（チェシン）公国を得た上に、カール・アレクサンダー公子（女帝の夫フランツ1世皇帝の弟）の死後にオーストリア領ネーデルラントを夫婦で統治する取り決めもなされた。
子がなかったため、妻の弟レオポルト2世皇帝の三男カールを養子とし、ネーデルラント総督職とテシェン公領を継がせた。